# مندی جیرو
مندی جیرو (به انگلیسی: Mandy Jiroux) با نام کامل آماندا میشل جیرو (به انگلیسی: Amanda Michelle Jiroux) (زاده ۱۹ اوت ۱۹۹۹) رقصنده، خواننده، بازیگر و دی‌جی آمریکایی است.